# 21e groupe d'armées (Royaume-Uni)
Le 21e groupe d'armées britannique (en anglais: 21st Army Group) était une formation militaire composée des forces britanniques et canadiennes stationnées au Royaume-Uni qui étaient destinées à l'invasion de l'Europe lors de la Seconde Guerre mondiale. La formation a été mise en place à Londres en juillet 1943 sous le commandement du Supreme Headquarters Allied Expeditionary Force (SHAEF). Le Groupe constituait une importante part des forces des alliés sur théâtre des opérations de la Seconde Guerre mondiale en Europe. Le 21e groupe d'armées a opéré dans le Nord de la France, au Luxembourg, en Belgique, aux Pays-Bas et en Allemagne.

## La campagne de Normandie

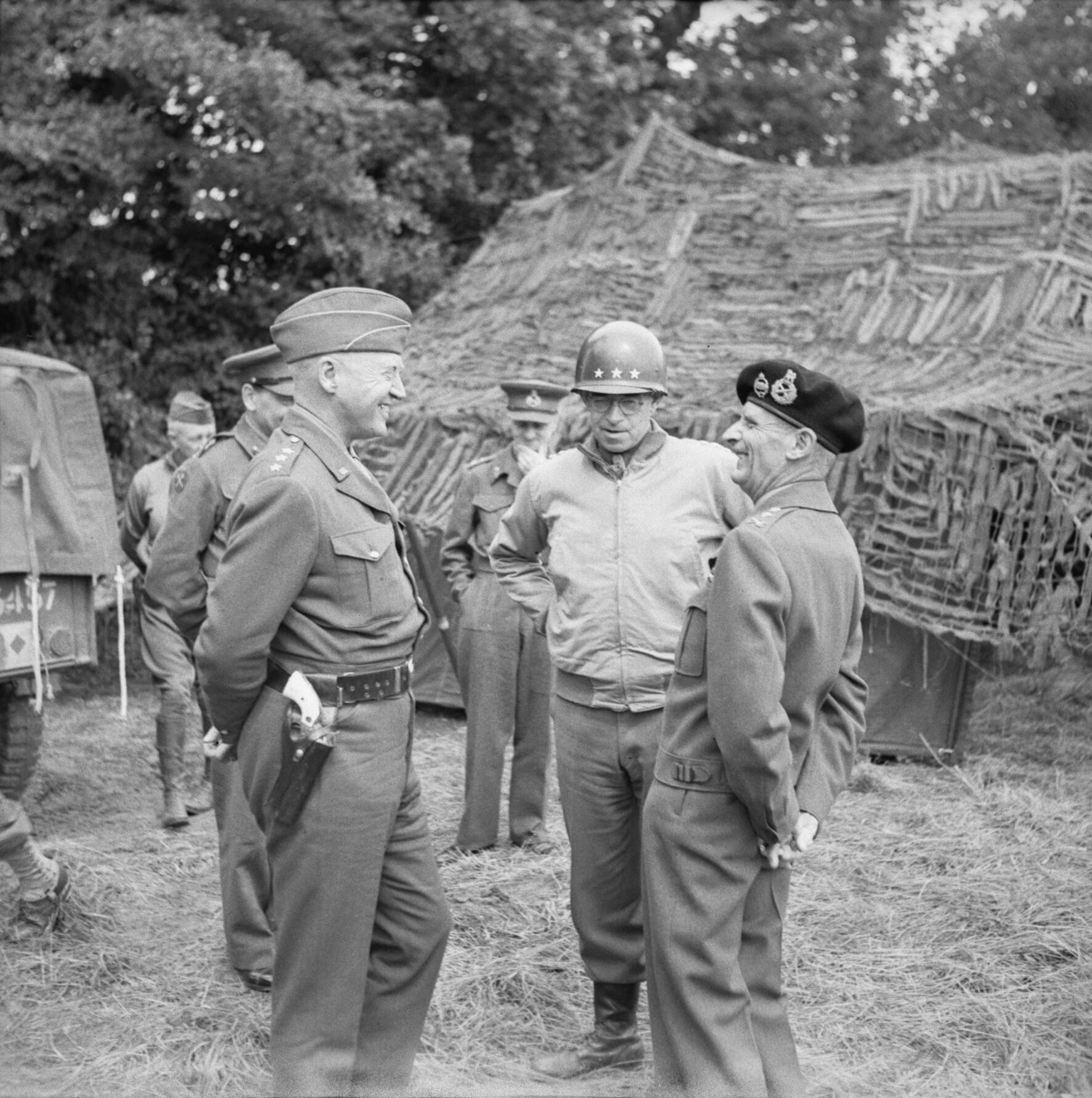
Les généraux américains Omar Bradley (centre) et George S. Patton (gauche) avec le général britannique Bernard Montgomery (droite) au quartier-général du d'armées, Normandie, 7 juillet 1944.

Sous les ordres du général (puis maréchal) Bernard Montgomery, le 21e groupe d'armées contrôlait initialement toutes les forces au sol impliquées lors de l'opération Overlord. Lorsque suffisamment de forces américaines eurent débarqué, leur propre 12e groupe d'armées fut activé sous commandement du général Omar Bradley. Le 21e groupe d'armées subsista avec la 2e armée britannique et la 1re Armée canadienne sous son commandement.
La Normandie fut une bataille d'usure pour les armées britanniques et canadiennes, assaillies par des renforts allemands autour de Caen à l'extrémité Est de l'enclave. La Wehrmacht n'avait pas la capacité de s'opposer à l'avancée américaine à l'extrémité ouest de la tête de pont en Normandie au début du mois d'août 1944. Les Allemands, piégés dans la poche de Falaise finirent par se replier sur les frontières nord et est de la France.
Entre le 6 juin et le 12 août 1944, les Britanniques perdirent 1 267 chars, les Canadiens 300 contre 1 250 chars allemands.

## Progression vers les Pays-Bas
Après les succès du 6e groupe d'armées lors du débarquement du Sud de la France, le 21e groupe d'armées forma le flanc gauche des trois groupes alliés déployés contre les forces allemandes à l'Ouest. Il était donc chargé d'assurer la sécurité des ports dont le ravitaillement allié dépendait, et avait aussi pour mission d'occuper les sites de lancement des fusées V-1 et V-2 allemandes le long des côtes de l'Ouest de la France et la Belgique.
Aux alentours du 29 août, les Allemands s'étaient massivement repliés de l'autre côté de la Seine, abandonnant leur équipement lourd. La campagne du Nord de la France et de Belgique fut principalement une poursuite. Les ports (précédemment désignés comme des « places fortes » par les Allemands) n'opposaient qu'une résistance limitée face à la 1re Armée canadienne. L'avancée fut si rapide (400 kilomètres en quatre jours) que la ville d'Anvers, en Belgique, laissée sans défenses, fut reprise le 4 septembre. Ses installations portuaires étaient intactes.
Le 1er septembre 1944, le commandement opérationnel des armées américaines est retiré au 21e groupe d'armées qui constituera ensuite le 12e groupe d'armées.
À la mi-septembre, des unités du 21e groupe d'armées avaient atteint la frontière néerlandaise, mais furent arrêtées par manque de ravitaillement et par les inondations dues à la démolition des digues néerlandaises par les Allemands. Les Allemands contrôlaient certains ports fluviaux. À la suite des bombardements Alliés sur les voies ferrées françaises et belges, le ravitaillement devait transiter par convois de camions.

## L'opérationMarket Garden
Après la percée de Normandie, l'espoir de voir la guerre se terminer en 1944 grandissait. Afin d'y mettre un terme, il fallait traverser la dernière grande barrière de défense naturelle de l'Ouest de l'Allemagne : le Rhin. Le but de l'opération Market Garden était d'atteindre cet objectif. Elle fut mise en place aux Pays-Bas à l'aide de deux divisions aéroportées américaines, d'une division britannique et d'une brigade de parachutistes polonais larguées dans le but de prendre des ponts sur le bas Rhin avant que ces derniers ne soient dynamités par les Allemands. Les formations aéroportées devaient ensuite être soutenues par des divisions blindées progressant rapidement vers le nord par Eindhoven et Nimègue jusqu'à Arnhem, ouvrant ainsi la voie aux Alliés vers les plaines du nord de l'Allemagne et la vallée industrielle de la Ruhr.
Toutefois, les forces blindées britanniques ne disposaient que d'une seule voie à suivre et sur laquelle opérer; et des informations cruciales concernant les forces allemandes opérationnelles manquaient ou étaient ignorées. Les troupes allemandes restantes après leur retrait de France étaient beaucoup plus fortes que prévu. Les unités blindées du 30e corps rencontrèrent donc une résistance bien plus âpre qu'elles ne l'avaient envisagée, ce qui ralentit leur progression. 
Les divisions américaines et la brigade parachutistes polonais, qui avaient combattu au sud du Rhin reçurent des renforts, mais la 1re division aéroportée britannique à Arnhem fut pratiquement détruite.

## La bataille de l'Escaut
Étant donné que les voies d'accès au port d'Anvers n'avaient pas été dégagées après la reprise de la ville, l'armée allemande avait eu le temps de se réorganiser et de se retrancher le long des accès, rendant ainsi le port totalement inutilisable. 
Il fut ainsi nécessaire d'organiser une opération afin de dégager les voies d'accès, et, par la même occasion, de simplifier les problèmes de ravitaillement. 
L'île de Walcheren était fermement tenue par les forces allemandes, et dominait l'estuaire de la Meuse, qui traverse Anvers. Les opérations menées au cours de la bataille de l'Escaut par le 2e Corps canadien permirent de dégager les voies vers Anvers, à la fois au nord et au sud de la rivière. L'île de Walcheren fut ensuite prise en fin 1944 lors du dernier grand assaut amphibie en Europe pendant de la Seconde Guerre Mondiale. Des forces canadiennes et des Royal Marines ont entrepris cette opération.

## La bataille des Ardennes
La dernière grande offensive allemande de la guerre se déroula après la reprise de Walcheren. De la même façon que lors de l'attaque de 1940, les formations allemandes écrasèrent les faibles lignes Alliées postées dans les Ardennes belges.
La bataille des Ardennes posa un problème de commandement au général Eisenhower. Les lignes des États-Unis avaient été percées laissant certaines formations américaines au Nord et au Sud des nouvelles positions allemandes. Et comme le quartier général du 12e groupe d'armées se trouvait au sud, Eisenhower décida de placer les forces américaines du nord des Ardennes sous le contrôle du 21e groupe d'armées. Avec le concours de la 3e armée américaine sous les ordres du général Patton, ils affaiblirent les positions allemandes.
À la suite de la bataille, le commandement de la 1re armée américaine placé temporairement sous les ordres du maréchal Montgomery fut rendu au 12e groupe d'armées de Bradley. La 9e armée américaine resta plus longtemps sous les ordres de Montgomery, avant d'être remise sous commandement américain en Allemagne.

## La bataille pour le Triangle de la Roer
Avant la campagne de Rhénanie, il était nécessaire de vaincre l'ennemi dans le Triangle de la Roer au cours de l'opération Blackcock.
Cette vaste opération de nettoyage méthodique eut lieu entre les 14 et 27 janvier 1945. 
Il n'était prévu aucune percée majeure dans les lignes de défenses ennemies ni de capture massive de prisonniers de guerre. L'opération se déroula comme prévu, et fut achevée avec des pertes humaines minimes.

## La campagne de Rhénanie

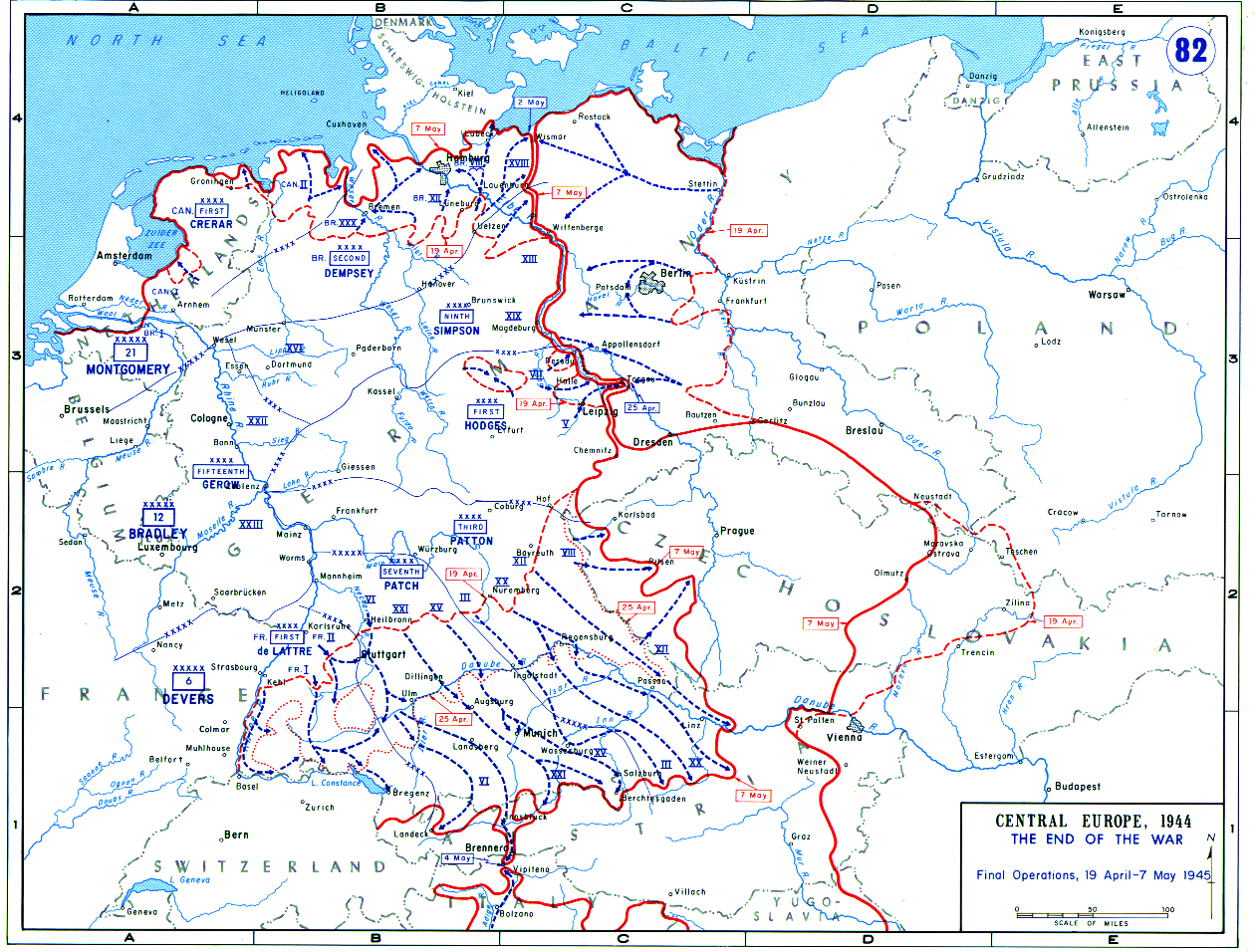
Carte des opérations, 19 avril 1945--7 mai 1945. Le d'armées est au nord de la ligne de front.

Les forces alliées atteignirent le Rhin en mars 1945. Le 21e groupe d'armées comprenait, à cette époque, la 2e armée britannique sous commandement du général Miles Dempsey, la 1re Armée canadienne sous les ordres du général Harry Crerar, et la 9e armée américaine menée par le général William Hood Simpson.
La 1re Armée canadienne avait mis en œuvre l'opération Veritable dans des conditions difficiles, depuis Nimègue et vers l'est, au travers de la forêt de Reichswald, et ensuite vers le sud. Cela aurait dû constituer la partie nord d'un mouvement de tenailles en conjonction avec le 9e armée américaine se déplaçant vers le nord et vers Düsseldorf et Krefeld (opération Grenade), afin de dégager la rive ouest du Rhin au nord de Cologne. Les Américains subirent un retard de deux semaines lorsque leur route dut inondée lors de la destruction des barrages sur la Roer par les Allemands. En conséquence, les Canadiens engagèrent le combat et furent écrasés par les réservistes allemands bien décidés à défendre la plaine de Cologne.
Au cours de l'opération Plunder, lancée le 13 mars 1945, la 2e armée britannique et la 9e armée américaine franchirent le Rhin à différents points au nord de la Ruhr. L'opposition allemande s'effondrait rapidement à l'Ouest. La 1re Armée canadienne fit un mouvement d'encerclement par la gauche et libéra la Hollande du nord, et la 2e armée britannique occupa la majeure partie du nord-ouest de l'Allemagne et libéra le Danemark. La 9e armée américaine forma le bras nord de l'encerclement des forces allemandes piégées dans la poche de la Ruhr. Le 4 avril, elle réintégra le 12e groupe d'armées de Bradley.

## L'armée britannique du Rhin
Après la capitulation allemande, la 21e groupe d'armées reconverti en quartier général de la zone d'occupation britannique en Allemagne. On le renomma « armée britannique du Rhin » (BAOR), le 25 août 1945. Et il constitua le centre névralgique des forces britanniques en Allemagne de l'Ouest tout au long de la guerre froide.

## Organisation des troupes

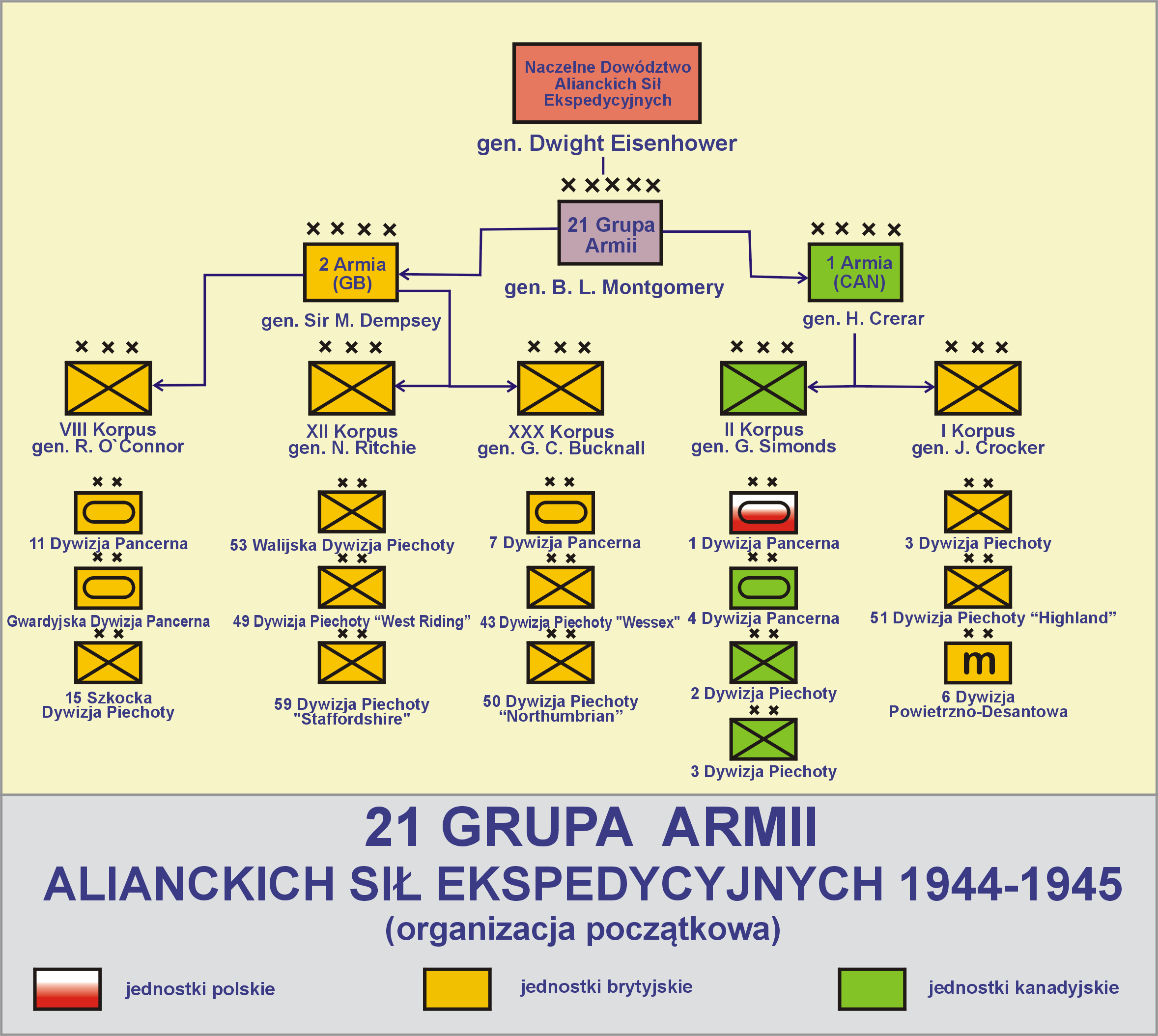
Organigramme en polonais du d’armées.

Les principales formations constituant le 21e groupe d'armées étaient la 1re Armée canadienne et la 2e armée britannique. Dans la pratique, aucune des deux armées n'était complètement homogène (britannique ou canadienne). On comptait également des unités polonaises, issues de la campagne de Normandie, ainsi que des petites unités néerlandaises, belges et tchèques et; les forces armées américaines étaient rattachées de temps en temps au 21e groupe. Les lignes d'unités de communications étaient principalement britanniques.

### Unités américaines rattachées
Les unités d'armée américaines étaient placées sous commandement britannique à différents moments, mais toujours temporairement, pour des raisons politiques et de rivalités personnelles. Ces dispositions furent prises lorsque :
1. La 1re armée aéroportée alliée, incluant deux divisions américaines aéroportées (les 101e et 82e), fut déployée pendant l'opération Market Garden et pour le contrôle ultérieur du terrain ;
2. Les chaînes de commandements furent rompues pendant la bataille des Ardennes (1re et 9e armées américaines) ;
3. Des renforts étaient nécessaires pour les mouvements vers le Rhin (opération Veritable et opération Grenade) (9e armée américaine) et pour les traversées suivantes du Rhin (opération Plunder et opération Varsity (9e armée américaine et 18e corps aéroporté américain) ;
4. Pour permettre une structure de commandement efficace pendant l'opération Clipper la 84e division d'infanterie durant la bataille de Geilenkirchen.

## Pertes humaines
Au 14 mai 1945, les pertes du 21e groupe d'armées entre le 6 juin 1944 et le 8 mai 1945 étaient estimées comme suit :
- 41 044 tués ;
- 131 386 blessés ;
- 18 789 disparus ;

soit un total de 191 219 pertes réparties comme suit :
- 141 291 Britanniques ;
- 43 249 Canadiens ;
- 5 598 Polonais ;
- 590 Tchécoslovaques ;
- 364 Belges ;
- 127 Néerlandais.